# Минное заграждение Зеехунд
Минное заграждение «Зеехунд» (с нем. — «Seehund» — тюлень) — минное заграждение, установленной в августе 1943 года в Обской губе немецкой подводной лодкой U-639.

## Предыстория
Летом 1943 года командованием немецкого подводного флота была создана сводная группа субмарин «Дахс», силами которой предполагалось закрыть минами все проливы и подходы к портам в Карском море. В операции должна была принять участие и подводная лодка U-639 под командованием обер-лейтенанта Вихманна.

## Установка заграждения
10 августа 1943 года Командующий немецкими подводными силами в Норвегии отдал приказ № 10, согласно которому подводной лодке U-639 предписывалось перебазироваться из Нарвика в Тромсё, принять на борт донные мины TMB, перейти в Карское море и установить минное заграждение в Обской губе. Кратчайший путь в операционный район лежал через проливы Карские ворота или Югорский Шар. Однако в силу сложной ледовой обстановки, а также в виду возможности встречи с советскими противолодочными силами, Вихманну предписывалось выйти в Карское море, обогнув с севера архипелаг Новая Земля.
Подводная лодка U-639 вышла из Тромсё 12 августа 1943 года. 17 августа Вихманн доложил в штаб Адмирала Арктики о том, что с 18 по 20 августа подводная лодка будет находиться в Обской губе. 21 августа от U-639 пришла радиограмма о выполнении постановки «Зеехунд» по одному из предписанных приказом вариантов. На следующий день лодка получила новый приказ и направилась вокруг Новой Земли к острову Вайгач, чтобы принять участие в атаке на советский конвой.

## Уничтожение U-639

Место уничтожения U-639

Данные о радиоперехватах донесений немецких подводных лодок, приходящие с востока операционной зоны Северного флота, вынудили командование принять ряд мер по противодействию планам противника в Карском море. С задачей поиска немецких подводных лодок, действующих на Северном морском пути, 7 августа 1943 года из Екатерининской гавани в район Новой Земли вышла подводная лодка «С-101». Перед походом в командование кораблем вступил капитан 3 ранга Е. Н. Трофимов, а бывший командир лодки П. И. Егоров, назначенный командиром дивизиона, пошёл в море обеспечивающим. 11 августа лодка прибыла в назначенный район вблизи северной оконечности Новой Земли. 28 августа, при нахождении лодки в шести милях от берега, акустик доложил, что слышит шум винтов. Через перископ командир увидел рубку подводной лодки противника. После объявления «Боевой тревоги» в центральный пост прибыл командир дивизиона и вступил в командование С-101 для производства торпедной атаки. После нескольких минут маневрирования С-101 заняла позицию на носовых курсовых углах немецкой субмарины, что позволяло осуществить атаку. Вражеская подлодка продолжала следовать в надводном положении под дизелями постоянными курсом и скоростью.
С дистанции около 6 кабельтовых С-101 произвела трёхторпедный залп. Менее чем через минуту над морем поднялся столб из дыма и воды. Немецкая подводная лодка затонула в течение нескольких секунд. Через две минуты после залпа С-101 всплыла. В трех кабельтовых от С-101 расплывалось пятно дизельного топлива, от которого в сторону уносилось облако дыма. С-101 начала маневрирование среди плавающих на поверхности воды обломков немецкой субмарины. Выживших на поверхности воды не оказалось, весь экипаж U-639 погиб. Для подъема представлявших интерес предметов использовали бросательные концы и крючки, дважды за борт спускался краснофлотец, который выловил некоторые документы с U-639, а также отдельные вещи из обмундирования немецких подводников. Однако в перечне предметов, поднятых с поверхности моря, отсутствовали документы, в которых могло быть упоминание о минной постановке.

## Установление района минной постановки
Во время Второй мировой войны случаев подрыва на минах судов в Обской губе зафиксировано не было. После 1945 года из трофейных немецких документов и итоговых сводных данных, переданных Советскому Союзу английской стороной, стало известно, что в августе 1943 года в устье реки Обь было выставлено минное заграждение «Зеехунд» (английское наименование ОМU-98) из 24 мин типа ТМВ с неконтактными (магнитными и акустическими) взрывателями. При этом точные границы минного заграждения установлены не были. 22 февраля 1946 года в северной части Обской губы был установлен запретный для плавания район, получивший название «район № 72». Командование Северного флота на основании информации, полученной от союзников, в 1947 году организовало траление потенциально опасного района. Однако минное заграждение не было обнаружено. Новые попытки траления в северной части Обской губы предпринимались в 1948—1951, в 1953, в 1959 и в 1981 годах. Они также не привели к успеху.
С освоением сибирского шельфа к теме минных постановок пришлось вернуться снова в XXI веке. Наличие на картах потенциально опасного района вызвало опасения о безопасности судоходства судами-газовозами. Для устранения минной опасности перед Министерством обороны в рамках «Комплексного плана по развитию производства сжиженного природного газа на полуострове Ямал», была поставлена задача произвести разминирование Обской губы Карского моря. Северный флот в феврале 2011 года приступил к планированию и выполнению минно-тральной операции, однако выполненное в 2011 году траление не принесло никаких результатов. Параллельно по заказу ОАО «Ямал СПГ» ЗАО «ИИС» обратилось к главному научному сотруднику НИИ военной истории ВАГШ ВС РФ полковнику М. Э. Морозову с предложением оценить возможность постановки мин с U-639 в районе проведения предстоящих дноуглубительных работ. Подготовленная справка не только подтвердила возможность постановки мин в интересующем районе, но и с опорой на копии немецких документов из Национального архива США чётко указала на то, что границы заграждения «Зеехунд» и бывшего опасного района № 72 полностью не совпадают. Эта информация была встречена в штабе флота с большим недоверием. Для расширения источниковой базы и углубленного исследования проблемы в Федеральном архиве Германии были заказаны копии оригинальных документов, которые полностью подтвердили выводы первой справки.

## Разминирование Обской губы
На основании полученной в архивах информации 15 августа 2012 года начался новый этап операции по разминированию Обской губы. В операции участвовали тральщик «Владимир Гуманенко» (проект 12660), спасательный буксир «Памир» (проект 1452), гидрографическое судно «Сенеж» (проект 862) и танкер «Сергей Осипов» (проект 1559-В). Операция завершилась 24 сентября 2012 года. По итогам было объявлено, что минное заграждение «Зеехунд» обнаружено, а донные мины уничтожены накладными зарядами.
В 2018 году Российская газета, со ссылкой на пресс-службу Северного флота, сообщила, что противоминный отряд Северного флота завершил операцию по разминированию в Карском море. Североморцы изучили более 1150 квадратных километров в нескольких районах возле порта Диксон и в Обской губе. В составе противоминного отряда были задействованы тральщик «Владимир Гуманенко» и многофункциональный транспорт «Эльбрус» (проект 23120). Более чем за месяц специалисты обнаружили 70 миноподобных объектов. Девять из них были уничтожены методом дистанционного подрыва. При обследовании и закладке зарядов для подрыва использовали телеуправляемые подводные аппараты. Это позволяло проводить наиболее опасные операции без угрозы для жизни военнослужащих.